# 普馬西柳山
13°14′57″S 72°49′9″W / 13.24917°S 72.81917°W

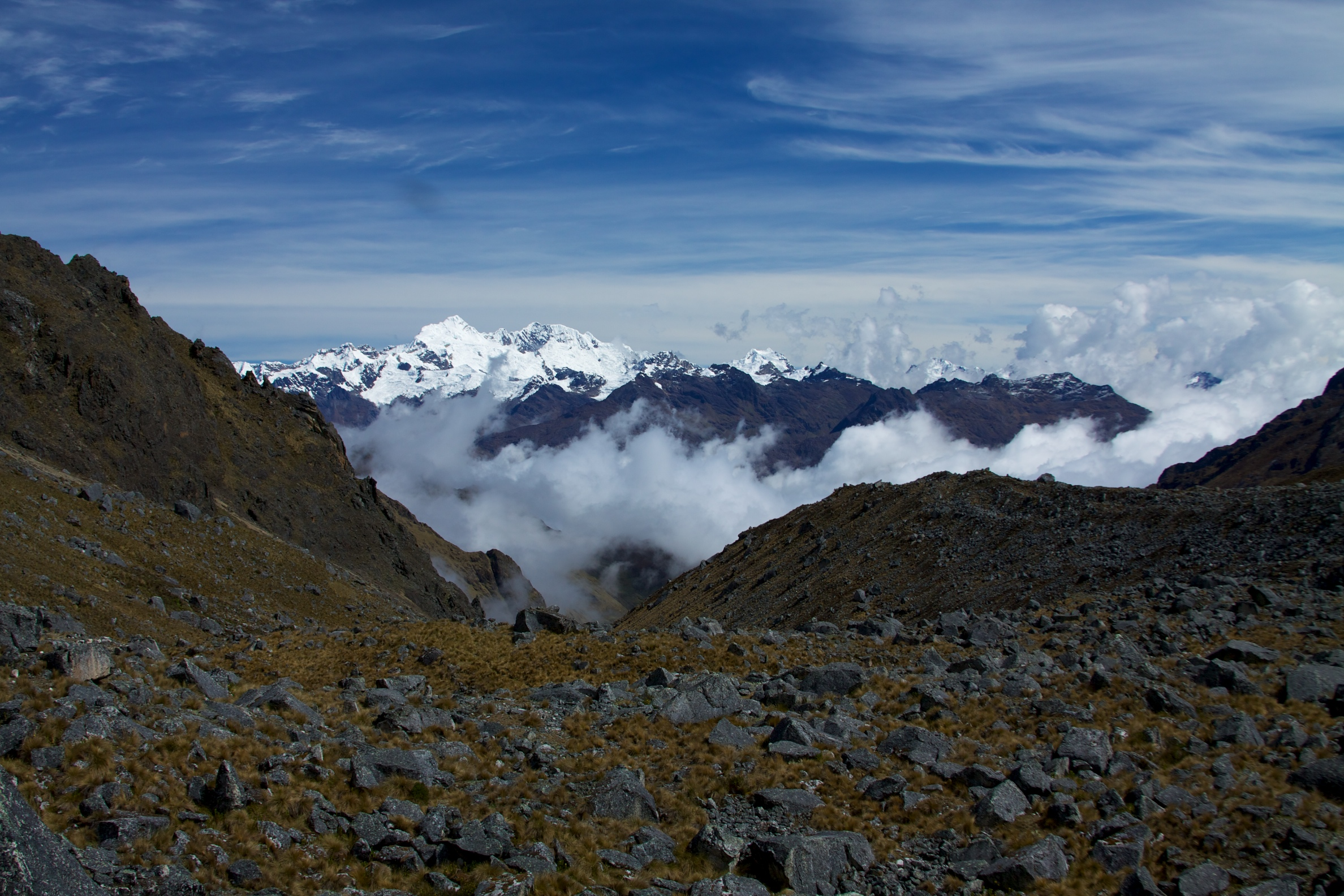

普馬西柳山（西班牙語：Pumasillo），是秘魯的山峰，位於該國東南部庫斯科大區，屬於安第斯山脈中維爾卡潘帕山脈的一部分，海拔高度5,991米，人類在1957年首次登頂。